# Emanuele d'Astorga
Emanuele d'Astorga (Augusta, 20 de març de 1680 - Madrid, 1757) fou un compositor i escriptor italià.

## Biografia
Nascut a Augusta, a la província de Siracusa, en la seva joventut ja va demostrar una excepcional qualitat musical, el seu primer professor de música va ser l'abat Omodei de l'església parroquial, un famós compositor de música sacra. A l'edat de tretze anys, a causa del violent terratrèmol de 1693 que va destruir part de la ciutat natal, es va traslladar a Palerm amb la família. A la capital de Sicília, el 1698, va correspondre la primera òpera, La moglie nemica.
Com a resultat de greus problemes familiars i desacords amb el seu pare, es refugià a Roma a la seu de l'Ambaixada d'Espanya davant la Santa Seu, el duc d'Uzeda. El noble espanyol havia estat el darrer virrei de Sicília i va saber reconèixer i apreciar el talent artístic del músic d'Augusta.
El 1707 va compondre el que és la seva més famosa obra, l'Stabat Mater, amb el que va donar a conèixer no només el seu talent com a compositor, sinó també les habilitats literàries. El 1708 es va traslladar a Gènova, on el 21 d'abril va veure representada una de les seves obres al teatre Sant'Agostino. El dramma pastorale Dafni rebut amb gran èxit i es va repetir en altres teatres com el de la Santa Creu de Barcelona. L'èxit va ser comunicat per les cròniques culturals de l'època, en presentar la seva música a la cort de Carles III, que es van quedar entusiasmats amb la música de D'Astorga i el van fer traslladar a Viena com a músic de la cort quan es va convertir en emperador del Sacre Imperi Romanogermànic.
A la segona meitat de 1715 va tornar a la ciutat natal, on va obtenir el títol de baró al feu Ogliastro dins de la ciutat. Dos anys més tard, a l'edat de 37 anys, va ser elegit senador de Palerm i nomenat governador de l'Ospedale, i d'aquesta va ser capaç de participar i donar la seva contribució a la vida cultural de la capital siciliana. Va ser un dels fundadors de l'Accademia del buon gusto i un dels dirigents del teatre de Santa Cecília. El mateix any es va casar amb Emanuela Guzzardi, amb qui va tenir tres filles, Giovanna, Felicia i Maria. La vida familiar va durar poc, el 1721 se'n va anar a Lisboa. El 1726 va escriure i publicar un llibre de dotze cantates en la qual expressa la teoria de la relació entre so, ritme i melodia en les paraules cantades. La seva vida aventurera el va portar a acabar la seva vida a Madrid el 1757.

## Obres
- La moglie nemica - melodramma - 1698
- Stabat Mater - cantata da camera - 1707? (del qual en va fer un arranjament per a piano Gustav Rösler)
- Dafni - dramma pastorale -1708